# Ocnosispa sallei
Ocnosispa sallei es una especie de insecto coleóptero de la familia Chrysomelidae.
Fue descrita científicamente en 1858 por Baly.